# Гагачье
Гага́чье — озеро на острове Врангеля, в Иультинском районе Чукотского автономного округа России. Расположено на территории государственного природного заповедника «Остров Врангеля».
Озеро находится в северной части острова, в районе, известном как Тундра Академии. Водоём расположен между рекой Левая Тундровая (притоком реки Тундровая) на востоке и ручьём Лахтаковый на западе. В озеро не впадают постоянные водотоки и из него не вытекают реки.